# Katolický týdeník
Katolický týdeník (KT, do roku 1990 Katolické noviny, KN) je celostátně šířený oficiální list České i Moravské církevní provincie. Informuje o dění v katolické církvi (řecko- i římskokatolické) v ČR a ve světě. Zabývá se rovněž významnými událostmi v jiných církvích. Představuje nejčtenější a nejdůležitější katolickou tiskovinu v ČR. Současným šéfredaktorem je Kateřina Koubová.

## Historie
Katolický týdeník vznikl v roce 1990 přejmenováním Katolických novin. Má náklad 31 400 výtisků. V roce 2001 měl náklad 60–70 tisíc výtisků a předpokládaný počet čtenářů byl 200 tisíc.

## Sídlo redakce
Redakce KN sídlila nejprve na adrese Karlovo náměstí 5 (palác Charitas), záhy se ovšem přesunula do podkroví Sněmovní ulice čp. 9 na Malé Straně, kde sídlila až do Sametové revoluce. Záhy po ní se redakce přesunula na adresu Londýnská 44 na pražských Vinohradech a od října 2017 sídlí na nové adrese Antala Staška 40 v Praze 4 – Krči.

## Současný stav
V Katolickém týdeníku existují pravidelné rubriky, kromě zpráv z domácí a zahraniční Církve také každý týden vychází v KT liturgická čtení na příslušnou neděli, krátká homilie (kázání), odkazy na stránky breviáře na dny v následujícím týdnu. Je tu také rubrika „Bůh v mém životě“, kde se lidé mohou podělit o své duchovní zážitky a představení jedné konkrétní farnosti v ČR. Pravidelně jsou též v zadní části uveřejňovány pozvánky na různé akce církevního rázu (pozvánky děleny dle diecézí a abecedy), program zde má uveřejněno také Radio Proglas a TV Noe.
V roce 2020 měl časopis následující pravidelnou strukturu (vyjma dvojčísel):
- Úvodní strana
- Dvojstrana zpravodajství z domova a ze světa
- Tematická dvojstrana
- Strana publicistiky s různorodě zaměřenými články dle aktuálního čísla, někdy je část strany věnována dopisům a názorům čtenářů
- Čtyřstránková pravidelná příloha Perspektivy
  - První strana přílohy článek zaměřený na teologické, historické, společenské a jiné téma
  - Druhá strana přílohy obsahuje názory a komentáře odborných osobností a publicistů, někdy je jeden z názorů nahrazen odpovědí odborníka na určitý dotaz, levá část je vyhrazena sloupci s fejetonem a glosou
  - Třetí strana přílohy je věnována kultuře
  - Čtvrtá strana kultury nese podtitul Spiritualita, obsahuje článek týkající se nedělního čtení, příp. spirituální text významné církevní (nebo obecně náboženské) osobnosti
- Liturgická strana (nedělní čtení, homilie, liturgický kalendář, podněty k zamyšlení na každý den, informace k modlitbě breviáře)
- Inzertní strana
- Rozhovor
- Pravidelná dvojstránková příloha Doma zaměřená na rodiny s dětmi
- Závěrečná strana týkající se dění kolem papeže (obsahuje promluvu při modlitbě Anděl Páně nebo jinou promluvu)

Součástí vydání je i příloha Diecézní zpravodajství, kde jsou uvedeny zprávy a novinky z jednotlivých diecézí (každá má jednu stranu), dále je zde program televize a rozhlasu, může zde být věnován zvláštní prostor různým projektům, organizacím či akcím.
Katolický týdeník má dvě nově pravidelně vycházející přílohy: Perspektivy a Doma. V roce 2018 činil náklad 38 000 výtisků, což znamená asi poloviční počet oproti roku 2001. Do roku 2022 náklad dále poklesl na 31 400. Noviny mají typický český formát, berliner (470 × 315 mm).

## Šéfredaktoři
- Alois Kánský (1989–1990)
- Josef Gabriel
- Jiří Sůva
- František R. Reichel ml.
- Milan Norbert Badal (1996–2003)
- Antonín Randa (2003–2016)
- Kateřina Koubová (od roku 2016)

## Redaktoři a spolupracovníci redakce (výběr)
Jan Paulas, Jiří Macháně, Tomáš Kutil, Jiří Prinz, Jaroslav Šubrt, Lukáš E. Nosek, Martin T. Zikmund, Alena Scheinostová, Radek Gális, Josef Pala, Václav Štaud.
Dříve například Jan Oulík, Renáta Holčáková, Petr Příhoda, do roku 2018 Aleš Palán a Jaroslav Med.
Členové redakční rady přílohy Perspektivy (2018): Prokop Brož, Miloš Doležal, Zdeněk Jančařík, Jakub Jinek, Jan Oulík, Lukáš Nosek, Alena Scheinostová, Jiří Prinz, Jan Paulas, Dagmar Pohunková, Mireia Ryšková, Jaroslav Šebek, Jiří Zajíc, Jaroslav Šubrt (odpovědný redaktor) a Martin T. Zikmund (předseda).
Fejetonisté (s. 8, stav 2018): Kateřina Koubová (šéfredaktorka), Marie Svatošová, Pavel Kuneš, Ladislav Heryán.